# Kerstlingeröder Feld

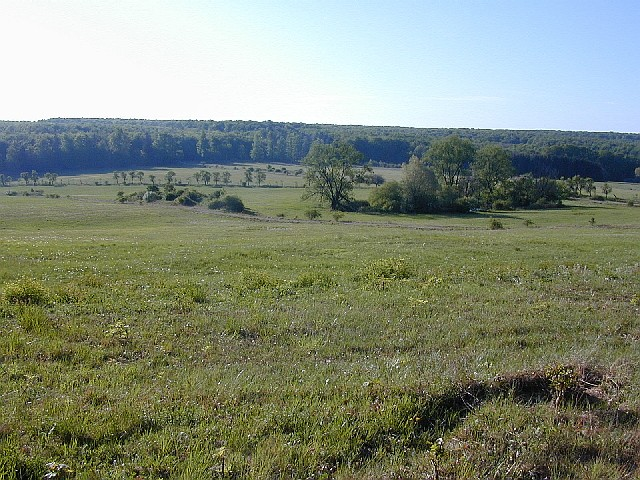
Blick vom Sauberg über das Kerstlingeröder Feld

Das Kerstlingeröder Feld ist eine heute fast 200 ha große Freifläche im Göttinger Wald. Die Rodung des Waldes für die landwirtschaftliche Nutzung erfolgte bereits im frühen Mittelalter. Im 20. Jahrhundert diente das Gebiet längere Zeit als Truppenübungsplatz. Heute ist es als Lebensraum zahlreicher seltener Tiere und Pflanzen unter Naturschutz gestellt und wird von der Göttinger Bevölkerung als Naherholungsgebiet genutzt.

## Siedlungsgeschichte

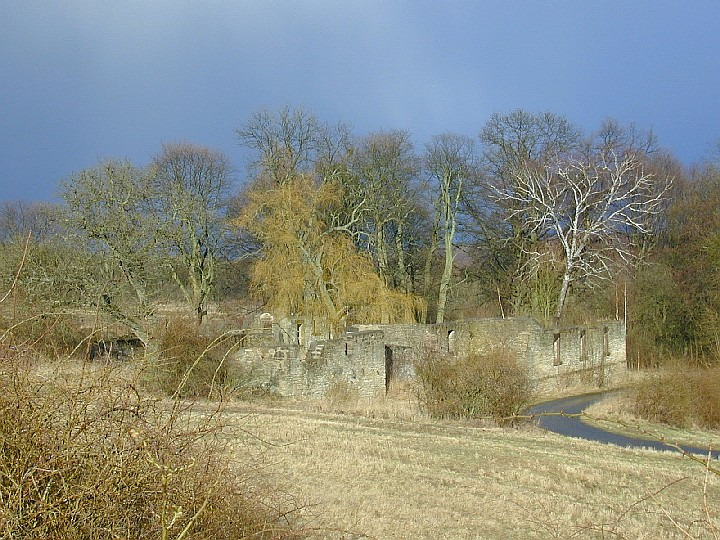
Verfallene Wirtschaftsgebäude auf dem Kerstlingeröder Feld

Gutshaus Kerstlingeröderfeld

Das Kerstlingeröder Feld entstand in einer Zeit, in der die Bevölkerung stark wuchs und landwirtschaftlich nutzbare Flächen knapp waren. Deshalb wurden zahlreiche Waldflächen zu landwirtschaftlichen Nutzflächen umgewandelt. Um 1300 wurde mitten im Göttinger Wald durch die Herren von Kerstlingerode auf Burg Niedeck eine größere Fläche gerodet, um neue Ackerflächen zu gewinnen. Außerdem wurde hier ein neues Dorf gegründet, das nach seinen Grundeigentümern Klein-Kerstlingerode (Klein-Kerstlingeroda) genannt wurde. Verwaltungstechnisch gehörte das Kerstlingeröder Feld daher zum Gericht Niedeck.
Bei der Fehde der Stadt Göttingen mit Otto dem Quaden wurde das Dorf 1387 teilweise zerstört.
Da der Zickenpump, ein kleines Stillgewässer auf dem Kerstlingeröder Feld, den Wasserbedarf des Ortes nur bedingt decken konnte, wurde das Dorf um 1410 aufgegeben und fiel wüst. Die landwirtschaftliche Nutzung der Flächen ging jedoch weiter.
Der Bischof von Mainz Johann II. von Nassau ließ 1410 eine Kapelle errichten und 1416 ist an Stelle des Dorfes ein Gutshof der Herren von Kerstlingerode dokumentiert. Ab 1418 bewirtschaften die Kalandsbrüder das Kerstlingeröder Feld. Im
Dreißigjährigen Krieg (1618 bis 1648) wurden die Gebäude auf dem Kerstlingeröder Feld weitestgehend niedergebrannt und zerstört. Der Gutshof wurde bei Beschädigung von den mehrfach wechselnden Besitzern immer wieder aufgebaut. Die heute noch zu sehenden Ruinen gehören zum letzten Gutshaus, welches die Jahreszahl 1753 trug und der Familie von Wangenheim aus Waake bis 1928 gehörte.
1928 wurde ein Teil der Flächen an die Reichsheeresverwaltung als Übungsgelände abgegeben. Während der Zeit des Nationalsozialismus mussten auch die übrigen Flächen unter dem politischen Druck der Nationalsozialisten von der Familie von Wangenheim abgegeben werden. Nach dem Zweiten Weltkrieg übte hier von 1945 bis 1956 die Britische Rheinarmee, bevor der Platz an die Bundeswehr übergeben wurde. Bis 1961 wurde die landwirtschaftliche Bewirtschaftung von dem auch bis dahin bewohnten Gutshof weiterhin aufrechterhalten. Dann wurde der militärische Übungsbetrieb intensiviert, was in kürzester Zeit zur vollständigen Zerstörung des Gutshofes führte. Laut Heinrich Lücke besorgten vor allem habgierige Deutsche durch gewissenloses Ausschlachten des Gutshofes den endgültigen Untergang desselben. Nach Günther wurde die Stundenglocke des Gutshauses mit der Jahreszahl 1823 nach einem Bericht der Kreisheimatpflege 1963 in dem kleinen Teiche neben den Gutsgebäuden gefunden. Der spätere Verbleib der Glocke konnte nicht ermittelt werden. Ein Kupferstich von 1820 zeigt das Gutsgebäude noch ohne den Aufbau des kleinen Uhrenturmes.
Eine 1985 durchgeführte, etwa 64 ha umfassende Erweiterung des Truppenübungsplatzes durch Rodung wurde von Protestdemonstrationen begleitet. Das Gebiet diente bis 1992 als Manövergelände für die im Ortsteil Geismar (Göttingen) gelegene Zieten-Kaserne, die Mitte der 1930er Jahre am Lohberg errichtet worden war. Nach Abzug der Bundeswehr ging das Kerstlingeröder Feld wieder in den Besitz der Stadt Göttingen über. Nach Einstellung des militärischen Übungsbetriebs unterlagen die Freiflächen der natürlichen Sukzession, die heute durch geeignete Pflegemaßnahmen aufgehalten wird. Die Fläche wird vom Stadtforstamt betreut. Am Waldrand, in der südwestlichen Ecke des Areals, findet sich das Relikt der Panzerwaschanlage.

## Naturschutzgebiet
Innerhalb der etwa 600-jährigen Siedlungs- und Nutzungsgeschichte entwickelte sich das Kerstlingeröder Feld zu einer stark vom Menschen geformten Landschaft. Die Einführung der Agrochemie nach 1945 wirkte sich durch die Nutzungsänderung zum Truppenübungsplatz auf das Kerstlingeröder Feld nicht aus und ursprüngliche Pflanzengesellschaften konnten überleben. Auch die Erdkastanie, eine Kulturpflanze des Mittelalters, ist noch auf den Wiesen zu finden.
Auf Grund des Vorkommens zahlreicher seltener Tiere, Pflanzen und Pilze hat das Gebiet einen hohen Wert für den Naturschutz. Es liegt im Landschaftsschutzgebiet Leinebergland und ist als Fauna-Flora-Habitat Teil des EU-Schutzgebietes Nr. 138 Göttinger Wald. Eine Ausweisung als Naturschutzgebiet zusammen mit dem Stadtwald Göttingen erfolgte 2007 unter dem Namen Stadtwald Göttingen und Kerstlingeröder Feld. Es wurden 410 Gefäßpflanzen nachgewiesen, von denen die Mehrzahl gesetzlich geschützt ist. Von den 53 nachgewiesenen Vogelarten sind zum Beispiel Neuntöter, Wendehals und weitere fünf Arten auf der Roten Liste. Außerdem konnten 432 der 750 in Niedersachsen lebenden Schmetterlingsarten auf dem Kerstlingeröder Feld nachgewiesen werden.

## Freizeit, Naherholung, Sonstiges
Das Gebiet und früher die auf dem Gutshof betriebene Gastwirtschaft war seit jeher ein beliebtes Ausflugsziel für die Göttinger Bevölkerung und Studenten. Am 17. März 1772 schrieb Georg Christoph Lichtenberg an Freunde: „… unter den Tagen, die ich in Göttingen seyn werde, soll der schönste in Kerstlingeröder Feld zugebracht werden …“.
Der Göttinger Hainbund, eine literarische Gruppe, gründete sich hier am 12. September 1772.

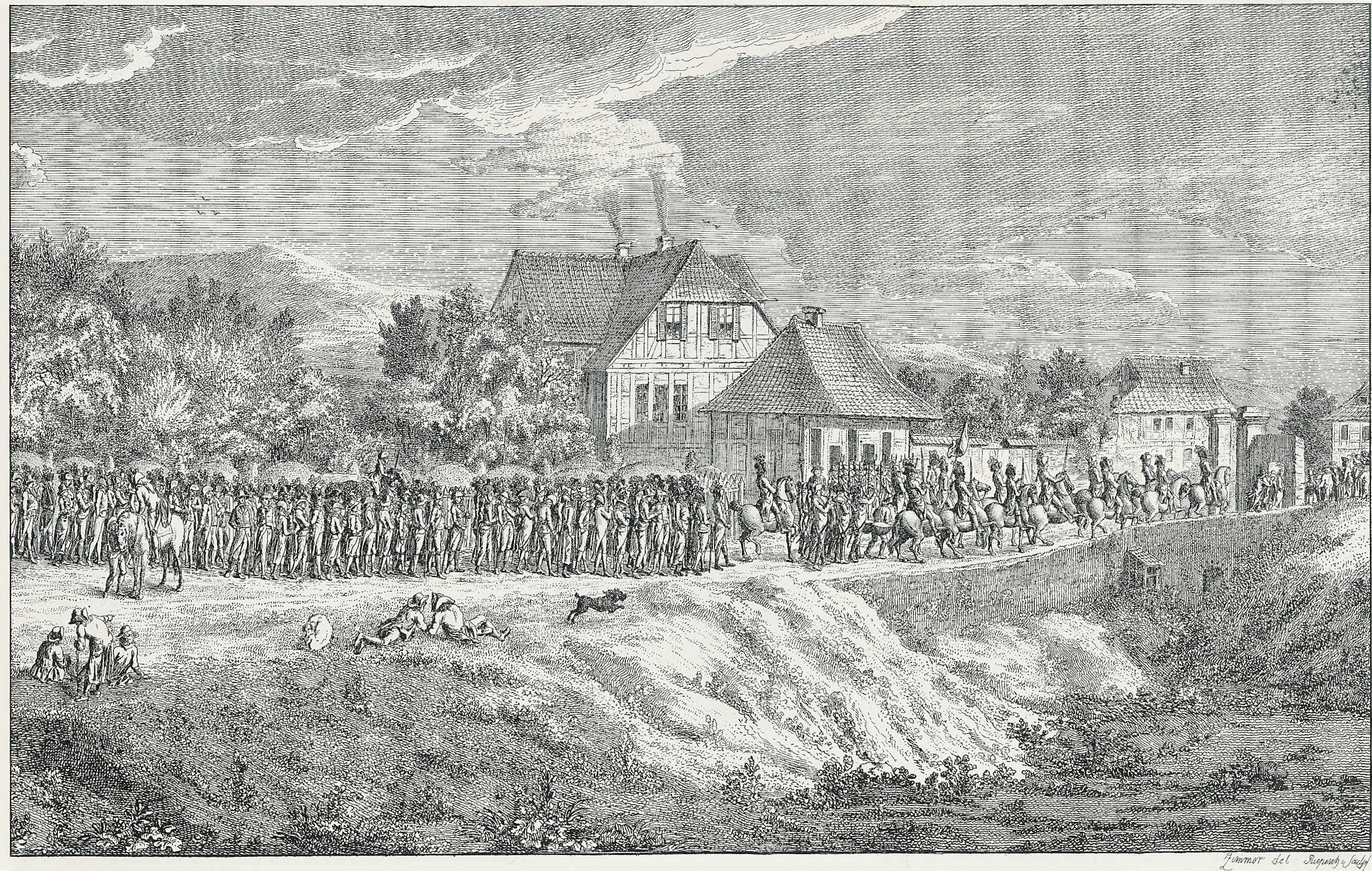
Rückkehr der Studenten vom Kerstlingeröder Feld nach Göttingen (1790); Einzug bei Ulrichs Garten, rechts das Albaner Tor als östliches Stadttor Göttingens

Am 26. Juli 1790 kam es nach einem Streit der Studenten mit Handwerkern zum Auszug der Studenten der Universität Göttingen aus der Stadt zum Kerstlingeröder Feld. Es handelte sich um den erfolgreichsten Auszug der Studentenschaft in der Geschichte der Universität. Die Studenten setzten sich mit ihren Forderungen gegen die Stadt Göttingen und deren Bürger durch, die eingesehen hatten, dass eine Abwanderung der Studenten an eine andere Universität einen wirtschaftlichen Schaden für die Stadt bedeutet hätte.
Auf dem Kerstlingeröder Feld fand am 13. Oktober 1926 das letzte studentische Pistolenduell in Göttingen statt.